# ビクター・バレー
ビクター・バレー（英: Victor Valley）は、アメリカ合衆国カリフォルニア州のサンバーナディーノ山脈の北、モハーヴェ砂漠にあるバレー（川の流域を中心とした平原）である。大陸部アメリカ合衆国で面積最大の郡であるサンバーナーディーノ郡の中にあり、アンテロープ・バレーの東、クカモンガ・バレーの北に位置している。法人化された都市は5つあり、その中で最大は人口約13万人のビクタービルである。

## 地理

### 気候
サンガブリエル山脈とサンバーナディーノ山脈が雨雲を遮断している。ビクタービルの年間雨量は約140ミリメートルでサンバーナーディーノの約410ミリメートルよりかなり少ない。

### 標高
ビクタービルの標高は約900メートル、サンバーナーディーノは約350メートルである。間にはカホン峠（en:Cajon Pass）がある。

### 都市と町
ビクターバレーには法人化された都市が5つしかないが、他に15の未編入地域社会がある。それらの人口を併せると約35万人となり、サンバーナーディーノの人口より大きくなる。人口密度が非常に低い砂漠地帯の中でビクタービル周辺の半径16キロメートルの地域は比較的人口密度が高い。

#### 人口10万人以上の都市
- ビクタービル

#### 人口5万人以上の都市
- ヘスペリア
- アップルバレー

#### 人口2万人以上の都市
- アデラント
- バーストウ

#### 人口2万人以下の未編入地域社会
- ダゲット
- エルミラージュ
- ヘレンデール
- ヒンクリー
- ホッジ
- レンウッド
- ルサーンバレー（事実上は独立したバレーだが、住民と経済の感覚はビクター・バレーの一部になっている）
- ニューベリー
- オークヒルズ
- オログランデ
- フェラン
- ピノンヒルズ
- スプリングバレーレイク（ビクタービルの市域内）
- サミットバレー
- イェルモ

## 見どころ

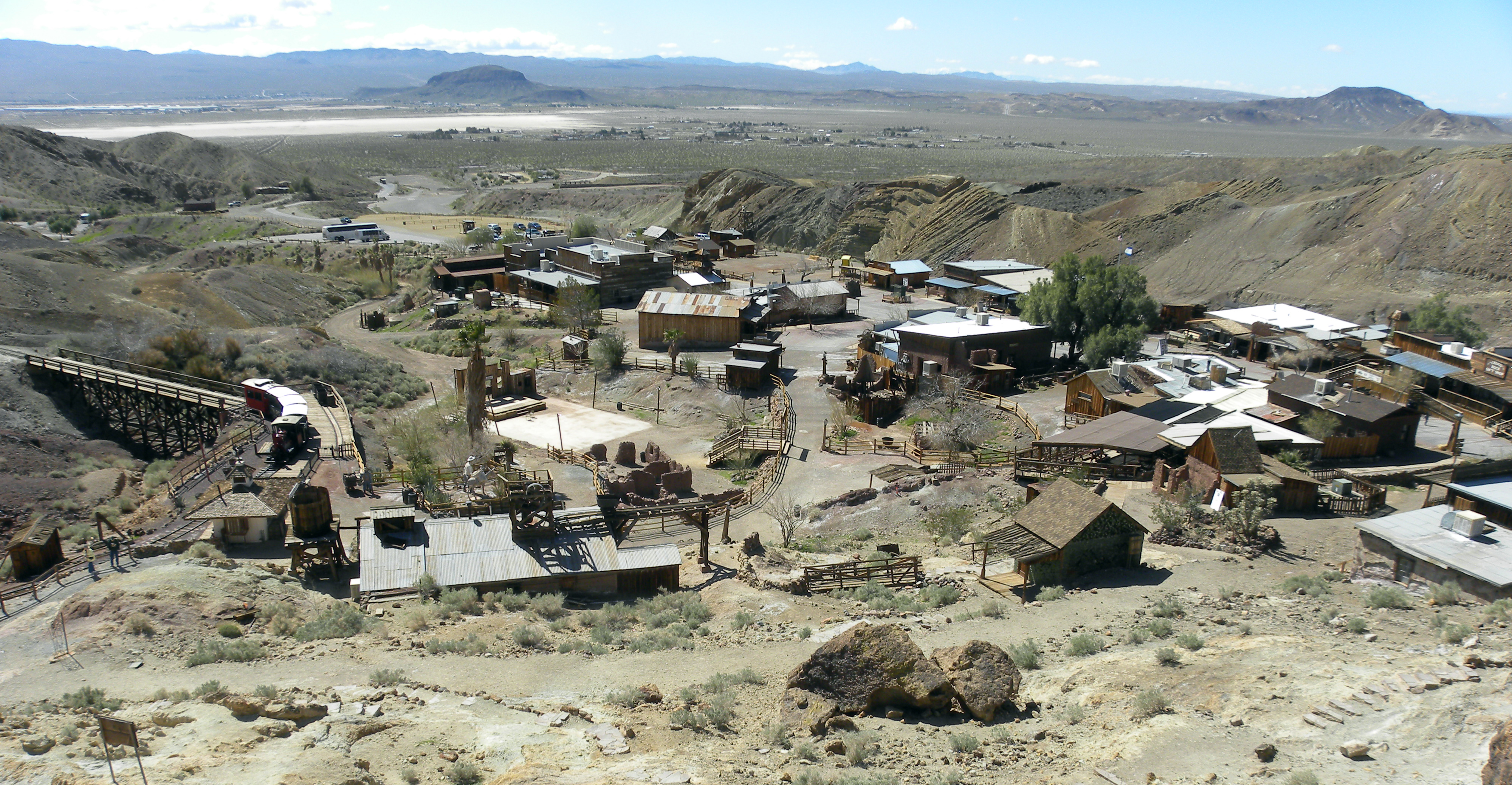
カリコのゴーストタウン

- カリコのゴーストタウン、バーストウの近く
- ビクター・バレー博物館美術ギャラリー、アップルバレーにある
- モハーヴェ・ナローズ地域公園、ビクタービルにある
- ルート66博物館、 ビクタービルにある
- スキー場、サンバーナディーノ山脈の中、ライトウッドにある

## 交通
- 州間高速道路15号線 -- サンディエゴを始点とし、北のモンタナ州のカナダ＝アメリカ合衆国国境に至る、ビクター・バレーを通る幹線高速道路
- アメリカ国道395号線 -- ヘスペリアを始点とし、カリフォルニアの東部山沿いを北にワシントン州のカナダ＝アメリカ合衆国国境に至る
- カリフォルニア州道18号線
- 州間高速道路40号線 -- バーストウを始点に東のノースカロライナ州まで大陸を横断する

公共交通はビクター・バレー交通局がビクター・バレーの大半で運行しており、バーストウ地域交通がバーストウとその周辺地域をカバーしている。この2つの運営母体は相互に乗り入れしてはいない。アムトラックの列車サウスウェスト・チーフが1日に1便ビクタービルとバーストウで停車する。またアムトラックの高速バスが1日数便運行されている。グレイハウンドのバスはビクタービルとバーストウに停留所がある。
エクスプレスウエストと呼ぶ高速鉄道の計画があり、ビクターヴィルとネバダ州ラスベガスを結ぶ予定である。
座標: 北緯34度30分 西経117度18分 / 北緯34.5度 西経117.3度